# Aurothiomalate de disodium
L'aurothiomalate de disodium est un polymère de coordination (en) utilisé en pharmacie, avec ses espèces apparentées comme l'aurothiomalate de sodium, pour traiter l'arthrite rhumatoïde. Il forme des chaînes –Au–S–Au–S– sur lesquelles les groupes succinyle sont liés aux atomes de soufre.
La structure en solution aqueuse de ces composés est mal connue, de sorte que la base de leur activité pharmacologique est mal comprise.  